# НольНольНоль
«НольНольНоль» (итал. ZeroZeroZero) — итальянский драматический телесериал 2019 года по одноимённому роману Роберто Савиано. Главные роли в нём сыграли Андреа Райсборо, Дэйн Дехаан и Джузеппе де Доменико.

## Сюжет
Действие сериала происходит в современной Италии, а также в Мексике, США и Африке. Её герои — члены калабрийской мафиозной организации Ндрангета. Глава клана дон Мино, скрывающийся в подземном бункере, решает закупить партию наркотиков на 900 миллионов евро, но он не знает, что его внук замыслил предательство.

## В ролях
- Андреа Райсборо — Эмма Линвуд
- Дэйн Дехаан — Крис Линвуд
- Джузеппе де Доменико
- Чеки Карио — Франсуа Сальваж
- Гэбриэл Бирн — Эдвард Линвуд

## Производство и релиз
Режиссёром сериала стал Стефано Соллима — признанный в Италии мастер криминального кино. Съёмки проходили в Италии, США, Мексике, Марокко и Сенегале. Премьера состоялась в сентябре 2019 года на 76-м Венецианском кинофестивале, а на телеэкранах «НольНольНоль» появился в марте 2020 года.
Сериал был хорошо принят критиками. Его рейтинг на сайте Rotten Tomatoes составил 94 %, при среднем показателе 8/10, основанном на 34 рецензиях. Единодушное мнение рецензентов гласит: «Захватывающий триллер, самая большая слабость которого в том, что он порой слишком сдержан, „НольНольНоль“ останется с вами надолго после окончания титров». На сайте Metacritic шоу получило рейтинг 75/100, основанный на 10 рецензиях, что указывает на «в целом благоприятные» отзывы.
Ник Аллен с RogerEbert.com высоко оценил «НольНольНоль» как «масштабную сагу», включающую «три захватывающих истории». Майк Хейл из New York Times охарактеризовал сериал как «три шоу в одном жанре» (итальянскую мафиозную сагу, мексиканский нарко-триллер и американскую семейную драму) и особо отметил игру Райсборо и Дехаана.